# Сары-Булак (Кара-Кочкорский айылный аймак)
Сары-Булак (кирг. Сары-Булак) — село в Кара-Кульджинском районе Ошской области Кыргызстана. Входит в состав Кара-Кочкорского айылного аймака.

## География
Село расположено в северо-восточной части области, на правом берегу реки Каракульджа, на расстоянии приблизительно 1 километра (по прямой) к северо-западу от села Кара-Кульджа, административного центра района. Абсолютная высота — 1312 метров над уровнем моря.

## Население
Согласно оценочным данным Национального статистического комитета Кыргызской Республики, численность населения села на начало 2023 года составляла 1928 человек.
| год     | 2009 | 2014 | 2015 | 2020 | 2021 | 2023 |
| ------- | ---- | ---- | ---- | ---- | ---- | ---- |
| человек | 1718 | 1802 | 1818 | 1886 | 1907 | 1928 |